# Tovarnik (stacja kolejowa)
Tovarnik – stacja kolejowa w Tovarniku, w żupanii vukowarsko-srijemskiej, w Chorwacji. Stacja znajduje się na linii Novska – Tovarnik, będącej częścią ważnej magistrali Zagrzeb-Belgrad. Kolejowe przejście graniczne z Serbią.

## Linie kolejowe
- Linia Novska – Tovarnik
- Linia Tovarnik – Vukovar – linia nieczynna, zlikwidowana